# موزه چکش

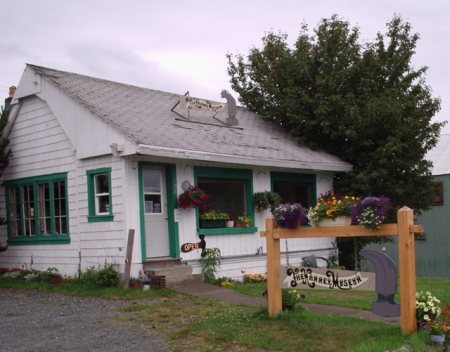
موزه چکش

موزه چکش (به انگلیسی: Hammer Museum) واقع در هینز، آلاسکا ایالات متحده آمریکا نخستین موزه جهان است که به چکش‌ها اختصاص دارد. این موزه در سال ۲۰۰۲ تأسیس شده و در سال ۲۰۰۴ به یک اداره بدون سود تبدیل شد. این موزه به ۱۴۰۰ چکش و ابزار دیگر مجهز است.